# 懷茨敦 (印地安納州)
懷茨敦（英語：Whitestown）是一個位於美國印地安納州布恩縣的城鎮。

## 地理
懷茨敦的座標為39°59′46″N 86°20′41″W / 39.99611°N 86.34472°W，而該地的平均海拔高度為286米（即938英尺）。

## 人口
根據2010年美國人口普查的數據，懷茨敦的面積為35.88平方千米，當中陸地面積為35.88平方千米，而水域面積為0.00平方千米。當地共有人口2,867人，而人口密度為每平方千米80人。